# Universaux linguistiques
En linguistique, les universaux sont des catégories, des propriétés, des relations, des tendances considérées comme étant communes à toutes les langues, bien que celles-ci soient très différentes à bien des égards,,,,.
Il y a des universaux phonologiques, grammaticaux, sémantiques, lexicaux, pragmatiques, stylistiques, etc., il en existe donc dans tous les domaines de la langue.
Dès l’Antiquité, Aristote a eu l’intuition que toutes les langues se soumettent à des principes communs. Il a jeté les bases de la grammaire générale, ayant le souci d’élaborer une théorie de la proposition en tant qu’aspect de la logique formelle. Au Moyen Âge (XIIIe et XIVe siècles), les scolastiques affirmaient, dans un esprit universaliste, la détermination de la langue par la pensée et comme celle-ci est commune à toute l’humanité, ils en ont déduit que toutes les langues sont pareilles en essence, les différences n’étant que superficielles. L’idée de la grammaire générale a reparu au XVIIe siècle, développée dans la Grammaire de Port-Royal qui part du postulat que le langage, image de la pensée, exprime des jugements, ce qui se réalise dans les diverses langues selon des schémas logiques universels.
L’intérêt pour les universaux linguistiques s’est accru après 1960, surtout par les recherches du linguiste américain Joseph Greenberg, puis, entre autres, par les travaux du linguiste également américain Noam Chomsky concernant la grammaire universelle, dans le cadre plus large de la grammaire générative. Ces recherches sont importantes pour éclaircir le processus d’apprentissage des langues et dans le domaine de la traduction automatique.
L’établissement des universaux se fait de deux manières. L’une est empirique, consistant en l’obtention des généralisations sur la base de l’analyse et de la comparaison d’un nombre le plus grand possible de langues, qui peut être augmenté par la découverte de nouvelles langues qu’on inclut dans la comparaison. Une autre manière est celle de Chomsky. Elle fonctionne par déduction à partir d’un petit échantillon de langues, d’un modèle linguistique applicable à la description de toute langue, modèle qui comprend un inventaire de principes et de règles universelles, ainsi qu’un inventaire de catégories fondamentales.
La recherche dans le domaine des universaux va de pair avec celle dans le domaine de la typologie linguistique, la sélection des paramètres typologiques se faisant dans l’inventaire des catégories et propriétés jugées universelles.

## Explications de l’existence des universaux
Pour expliquer l’existence des universaux il y a plusieurs hypothèses.
L’une de ces hypothèses se trouve dans le cadre de la théorie de la monogénèse des langues, selon laquelle toutes les langues ont à l’origine une seule proto-langue, par conséquent toutes les langues hériteraient des mêmes propriétés de celle-ci.
Une autre hypothèse attribue les universaux aux contacts entre langues.
Une théorie plus récente est celle de l’innéisme, qui explique les universaux par les prédispositions génétiques de tous les humains. C’est ce qui expliquerait aussi que les enfants apprennent facilement leur langue maternelle et des langues étrangères par voie naturelle, uniquement par interaction avec des personnes qui les parlent.
Une variante plus radicale de cette théorie est celle de la « grammaire innée » proposée par Chomsky, conformément à laquelle l’homme aurait un programme génétique spécifique déterminant le développement de ses capacités langagières.
Une variante moins radicale de l’innéisme insiste sur les caractéristiques anatomiques et cognitives communes. Par exemple la formation des sons de la langue de façon qu’il existe des voyelles et des consonnes dans toutes les langues est déterminée par les caractéristiques anatomiques.
Les caractéristiques cognitives se réfèrent à la relation universelle il y a longtemps constatée entre langue et pensée, à la détermination neuropsychologique universelle du langage, à la caractéristique spécifiquement humaine du langage, ayant les mêmes fonctions dans toutes les langues et dans tous les actes de communication.
Une autre hypothèse est fonctionnaliste. Elle explique les universaux par le fait que sans eux il serait trop difficile pour tous les humains de produire et d’interpréter des énoncés en mettant en œuvre les caractéristiques anatomiques et cognitives dont ils disposent. Ainsi, l’existence de voyelles et de consonnes dans toutes les langues s’expliquerait par le fait qu’une langue ayant seulement des consonnes serait trop difficile à entendre, les consonnes étant moins sonores que les voyelles, et une langue ne disposant que de voyelles serait également insuffisante, parce que l’homme n’est capable de distinguer qu’un nombre très limité de qualités vocaliques.

## Types d’universaux
Les types d’universaux et les faits de langue reconnus comme tels diffèrent selon les chercheurs.

### Universaux absolus et relatifs

#### Universaux absolus
Les universaux absolus sont considérés comme étant caractéristiques pour toutes les langues. Il y en a certains qui concernent la langue dans son ensemble et d’autres concernant un ou plusieurs de ses domaines, mais pas tous.
Quelques universaux absolus sont les suivants.
Le signe linguistique est arbitraire et conventionnel, c’est-à-dire qu’il n’y a pas de relation de cause à effet entre la forme et le sens des signes, bien qu’il existe des exceptions à cela, également universelles (voir plus bas).
Il y a une relation nécessaire entre signifié et signifiant.
Toutes les langues comportent ce qu’on appelle une double articulation : l’une non significative de la chaîne parlée (niveau des phonèmes) et un agencement de ces phonèmes en unités de rang supérieur, les morphèmes, premier niveau d’unités significatives.
Les langues ont la propriété de pouvoir se référer non seulement à des réalités concrètes et présentes, mais aussi à des entités imaginées, des entités du passé, du futur, etc..
Les langues se caractérisent par l’ouverture, c’est-à-dire que leur inventaire de signes peut être augmenté.
À l’aide des moyens de la langue on peut construire des énoncés nouveaux, inexistants jusqu’à un moment donné.
Un universal absolu concernant uniquement le système phonologique est que toute langue possède des voyelles et des consonnes.

#### Universaux relatifs
Les universaux relatifs (appelés aussi quasi-universaux) sont, selon certains auteurs, des tendances générales dans les langues, auxquelles certaines langues font exception,, selon d’autres – des traits appartenant à toutes les langues selon les connaissances dont on dispose, leur caractère général pouvant être infirmé par des découvertes ultérieures.
Les universaux relatifs prennent souvent la forme d’universaux statistiques. L’un de ceux-ci est qu’il y a des consonnes nasales dans presque toutes les langues.
Une autre forme des universaux relatifs est celle des universaux implicationnels, énoncés sous la forme « si X, alors Y ». Par exemple, si une langue a un ordre des mots d’un certain type, alors elle a aussi une structure verbale d’un certain type. Un autre type de formulation est « si une langue a la propriété A, alors elle a aussi la propriété B, mais l’inverse n’est pas nécessairement vrai ». Par exemple, si une langue a des consonnes fricatives sonores, telles /v/ et /z/, elle a aussi des fricatives sourdes, telles /f/ et /s/, mais l’inverse n’est pas nécessairement vrai. En effet, de nombreuses langues ont des fricatives sourdes mais pas des fricatives sonores. Un autre universal implicationnel est que si une langue a le nombre duel, elle a aussi le nombre pluriel, mais l’inverse n’est pas nécessairement vrai.
Il y a aussi des universaux implicationnels statistiques, comme celui-ci : si une langue place le prédicat entre le sujet et le complément d'objet direct ou indirect, la proposition relative suit son antécédent, c’est-à-dire son terme régissant, ex. (en) The cat caught the mouse « Le chat a attrapé la souris », respectivement the cat that caught the mouse « le chat qui a attrapé la souris ». Mais le chinois et quelques autres langues font exception à cela, plaçant la relative devant son antécédent.

### Universaux de substance et universaux de forme
Des exemples d’universaux de substance concernent l’existence dans chaque langue, pour le domaine phonologique, des catégories « voyelles » et « consonnes » ou, pour le domaine grammatical, des catégories syntaxiques « sujet », « prédicat » et « objet », ou bien de ceux morphologiques « verbe » et « nom ».
Les universaux de forme (ou relationnels) concernent les relations linguistiques obligatoires. Telle est, par exemple, la relation paradigmatique–syntagmatique. Dans toute langue, toute unité linguistique, de quelque domaine qu’elle soit (phonologique, grammatical, etc.) s’engage simultanément dans une relation de succession (syntagmatique) et une de remplacement (paradigmatique), c’est-à-dire elle s’interconnecte avec d’autres unités sur la base du caractère linéaire de la langue, représentable sur un axe horizontal (rapport syntagmatique) et elle est remplaçable par d’autres unités de même nature, représentables sur un axe vertical (rapport paradigmatique). Par exemple un verbe à un mode personnel est engagé dans une phrase en tant que prédicat, étant en relation syntagmatique avec les autres mots de la phrase et, en même temps, il peut être remplacé par d’autres verbes avec lesquels il est en relation paradigmatique, ceux dont l’emploi génère des propositions également correctes du point de vue grammatical et sémantique.

### Selon le domaine de la langue

#### Universaux phonologiques et phonétiques
Un universal phonologique de substance est celui concernant l’existence de voyelles et de consonnes dans toutes les langues. Un universal implicationnel est, par exemple, que toute langue qui a des consonnes affriquées a obligatoirement des consonnes fricatives aussi.
Un universal phonologique statistique est que la grande majorité des langues possède moins de voyelles que de consonnes. La seule exception connue est la langue xavánte du Brésil avec ses 13 voyelles et 13 consonnes.
Dans le domaine des voyelles il y a plusieurs universaux :
- On ne connaît pas de langues ayant moins de trois phonèmes vocaliques. Ce sont /i/, /u/ et /a/, qui peuvent avoir plusieurs allophones. C’est le cas de l’arabe du Maroc. On ne connaît pas non plus de langues possédant plus de 46 voyelles.
- Dans les langues à trois voyelles on distingue, selon leur degré d’ouverture, deux voyelles fermées (/i/, /u/) et une ouverte (/a/), selon leur lieu d’articulation une étant antérieure (/i/), une postérieure (/u/) et une neutre de ce point de vue, /a/.
- D’autres tendances universelles sont :
  - Le nombre de distinctions tend à être plus grand entre les voyelles plus fermées qu’entre les plus ouvertes.
  - Les voyelles antérieures tendent à être non arrondies, alors que les postérieures tendent à être arrondies, sauf les voyelles postérieures ouvertes, qui tendent à être non arrondies.

Dans le domaine des consonnes aussi on connaît des universaux, par exemple :
- Toutes les langues distinguent les consonnes labiales des linguales et, avec très peu d’exceptions, toutes distinguent les consonnes linguales coronales (produites avec la partie antérieure de la langue) des dorsales (avec la partie postérieure de la langue).
- La distinction entre consonnes bilabiales et labio-dentales n’est jamais la seule qui distingue deux phonèmes.
- La partie antérieure de la langue produit plus de variations en consonnes que sa partie postérieure et les lèvres.

Il y a aussi des universaux phonotactiques, par exemple ceux qui concernent les structures syllabiques possibles :
- Toutes les langues ont des syllabes ouvertes (terminées en voyelle – V), mais non nécessairement des syllabes fermées aussi (terminées en consonne – C).
- Toutes les langues ont des syllabes à consonne initiale, mais pas nécessairement des syllabes sans consonne initiale.
- Toutes les langues qui permettent des syllabes VC, permettent aussi des syllabes CVC et V, en plus des universelles CV.

Quant à la forme sonore des mots, elle est d’ordinaire universellement arbitraire, mais il y a aussi des exceptions universelles. Telles sont les manifestations sonores humaines non articulées, équivalentes à des mots-phrases, considérées par certains auteurs comme une sous-classe des interjections, par exemple celles à intonation interrogative transcrites en anglais hm ou hng. Certaines onomatopées, comme bzzzz sont du même genre, ainsi que les mots correspondant à « maman », qui ont la même sonorité dans diverses langues, parce qu’ils proviennent d’une manifestation sonore non articulée du petit enfant.
Il existe aussi des phénomènes de symbolisme phonétique universels. Ainsi, la voyelle antérieure /i/ évoque en général la qualité de petit (ex. (en) little « petit », mini) ou de proche dans l’espace (this « celui-ci »), et les postérieures /o/ et /a/ – la qualité de grand (large « grand », vast « immense ») ou de lointain. Dans une langue toute différente de l’anglais, comme le hongrois, on retrouve à peu près le même symbolisme du proche et du lointain : ez « celui-ci » vs az « celui-là », itt « ici » vs ott « là-bas », ide « vers ici » vs oda « vers là-bas », ilyen « comme celui-ci » vs olyan « comme celui-là », efféle « de ce genre-ci » vs afféle « de ce genre-là », ekkora « de ces dimensions-ci » vs akkora « de ces dimensions-là », ennyi « de cette quantité-ci » vs annyi « de cette quantité-là ».

#### Universaux grammaticaux
L’un des universaux grammaticaux est l’existence de certaines classes de mots, même si elles ne sont pas nettement délimitées les unes des autres. Ainsi y a-t-il dans toutes les langues des interjections, des onomatopées et des manifestations sonores non articulées. De même, presque toutes les langues ont des noms, c’est-à-dire des mots qui désignent typiquement des êtres, des choses, et des notions abstraites, ainsi que des verbes, des mots exprimant typiquement des procès.
Un exemple d’universal morphologique est celui donné plus haut de la relation entre les nombres duel et pluriel.
Des universaux syntaxiques sont ceux mentionnés plus haut concernant la relation paradigmatique–syntagmatique, l’existence des catégories « sujet », « prédicat » et « objet », ou la relation entre placement du prédicat entre le sujet et l’objet, et la position de la proposition relative par rapport à son antécédent.

#### Universaux lexicaux
En général, les universaux lexicaux ne sont ni absolus ni précis. On sait, par exemple, que toutes les langues ont des mots pour l’eau mais la plupart seulement en ont un général pour la désigner. Ainsi, en japonais, il y a bien le mot mizu, mais seulement pour l’eau froide, alors que pour l’eau chaude il y a un autre mot, o-yu. Une autre langue, yimas, de Papouasie-Nouvelle-Guinée a seulement un mot pour le liquide en général, arm, qui peut désigner l’eau, le pétrole, etc. Par conséquent, la désignation de l’eau en général par un seul mot est un universal statistique.
Dans le domaine des noms de couleurs on a constaté qu’il y a des langues qui ont des mots seulement pour deux couleurs, comme la langue lani d’Indonésie. Ils désignent le noir et le blanc. Celui pour le blanc est aussi pour toutes les autres couleurs claires et chaudes (rouge, jaune, etc.), et celui pour le noir désigne aussi les autres couleurs foncées et froides (vert, bleu, etc.) Dans une langue qui a trois mots pour les couleurs, le troisième est pour le rouge. Si une langue a quatre mots pour les couleurs, le quatrième est pour le vert ou pour le jaune. Une langue ayant cinq mots pour les couleurs en a aussi pour le vert et pour le jaune, et ainsi de suite :
| Nombre de mots   | 2          | 3     | 4             | 5             | 6    | 7    | 10                  |
| Noms de couleurs | blanc noir | rouge | vert ou jaune | vert et jaune | bleu | brun | pourpre rose orange |

Sur la base de ces faits on peut formuler plusieurs universaux. Le seul non implicationnel est que toutes les langues ont des mots pour le blanc et pour le noir. Les autres sont implicationnels :
- Une langue qui a des mots pour le pourpre, le rose ou l’orange, en a aussi pour le brun, le bleu, le vert, le jaune et le rouge.
- Une langue qui a un mot pour le brun, en a aussi pour le bleu, le vert, le jaune et le rouge.
- Une langue qui a un mot pour le bleu, en a aussi pour le vert, le jaune et le rouge.
- Une langue qui a des mots pour le vert et le jaune, en a aussi pour le rouge.

#### Autres types d’universaux
Les universaux sémantiques regroupent, à côté des traits sémiques universaux, des catégories sémantiques comme « animé », « personnel », « possession », etc..
Les universaux pragmatiques comprennent les actes de parole, les types de phrase selon la modalité (assertive, impérative, interrogative), la classe des mots déictiques (ceux qui renvoient à la situation de communication), l’organisation de la phrase en thème et rhème, etc.
Les universaux stylistiques incluent les catégories stylistiques générales, comme la métaphore, qui est présente dans toute langue, étant l’un des moyens d’enrichissement du lexique par attribution de sens nouveaux à certains mots.

## Sources bibliographiques
- (ro) Bidu-Vrănceanu, Angela et al., Dicționar general de științe. Științe ale limbii [« Dictionnaire général des sciences. Sciences de la langue »], Bucarest, Editura științifică, 1997 (ISBN 973-44-0229-3, lire en ligne)
- (en) Bussmann, Hadumod (dir.), Dictionary of Language and Linguistics [« Dictionnaire de la langue et de la linguistique »], Londres – New York, Routledge, 1998 (ISBN 0-203-98005-0, lire en ligne)
- (en) Crystal, David, A Dictionary of Linguistics and Phonetics [« Dictionnaire de linguistique et de phonétique »], Oxford, Blackwell Publishing, 2008, 4e éd., 529 p. (ISBN 978-1-4051-5296-9, lire en ligne)
- Dubois, Jean et al., Dictionnaire de linguistique, Paris, Larousse-Bordas/VUEF, 2002 (lire en ligne)
- (en) Eifring, Halvor et Theil, Rolf, Linguistics for Students of Asian and African Languages [« Linguistique pour les étudiants en langues asiatiques et africaines »], Oslo, Université d’Oslo, 2005 (lire en ligne)
- (hu) Kálmán, László et Trón, Viktor, Bevezetés a nyelvtudományba [« Introduction à la linguistique »], Budapest, Tinta, 2007, 2e éd. (ISBN 978-963-7094-65-1, lire en ligne)
- Szende, Thomas et Kassai, Georges, Grammaire fondamentale du hongrois, Paris, Langues et mondes – l’Asiathèque, 2007, 573 p. (ISBN 978-2-915255-55-3, lire en ligne)